# 38070 Redwine
38070 Redwine este un asteroid din centura principală de asteroizi.

## Descriere
38070 Redwine este un asteroid din centura principală de asteroizi. A fost descoperit pe 6 aprilie 1999 la Stația Anderson Mesa în cadrul programului LONEOS. Asteroidul prezintă o orbită caracterizată de o semiaxă mare de 2,14 ua, o excentricitate de 0,22 și o înclinație de 4,0° în raport cu ecliptica.